# Naphat Chumpanya
Naphat Chumpanya (thailändisch ณภัทร ชุมปัญญา; * 26. Februar 2007) ist ein thailändischer Fußballspieler.

## Karriere
Naphat Chumpanya erlernte das Fußballspielen in der Jugend vom Chonburi FC. Hier unterschrieb er im Januar 2024 auch seinen ersten Vertrag. Der Verein aus Chonburi spielte in der ersten Liga. Sein Erstligadebüt gab Chumpanya am 20. April 2024 (25. Spieltag) im Auswärtsspiel gegen den BG Pathum United FC. Bei dem 1:1-Unentschieden stand er in der Startelf und wurde nach der Halbzeitpause gegen Saharat Sontisawat ausgewechselt. In seiner ersten Saison bestritt er zwei Erstligaspiele. Am Ende der Saison belegte er mit Chonburi den 14. Tabellenplatz und musste somit in die zweite Liga absteigen. Am Ende der Saison 2024/25 feierte er mit Chonburi die Zweitligameisterschaft sowie den Aufstieg in die erste Liga.

## Erfolge
Chonburi FC
- Thailändischer Zweitligameister: 2024/25  ▲